# Страсбург (линкор)
«Страсбург» (фр. Strasbourg) — линкор французского флота. Второй корабль типа «Дюнкерк». «Дюнкерк», ставший первым быстроходным линкором, в силу ограничений, фактически соответствовавший линейному крейсеру. На «Страсбурге» бронирование несколько усилили и его можно было бы назвать малым линкором. Назван в честь французского города Страсбург

## Постройка
Линейные корабли «Дюнкерк» и «Страсбург» стали первыми капитальными кораблями французского флота, заложенными после окончания Первой мировой войны. Они стали родоначальниками класса «быстроходных линкоров». Изначально корабли типа «Дюнкерк» строились для противодействия новым германским быстроходным дизельным броненосцам типа «Дойчланд», которые больше известны как «карманные линкоры». Когда стало известно о закладке в Германии более мощных линейных кораблей типа «Шарнхорст» броневая защита строящегося «Страсбурга» была значительно усилена.
Корабль заложили 25 ноября 1934 года в Сен-Назере, его строили на двух верфях — Пенойс и Шантье де Луар. Спустили на воду — 12 декабря 1936 года, после чего перевели в Брест для достройки. Введен в состав флота в 1939 году, укомплектован 24 апреля 1939 года.

## Служба

### Довоенный период
В июле 1939 года адмирал Женсуль перенёс свой флаг на вошедший в состав флота «Страсбург». Систершипы несли службу вместе, а в августе 1939 года переведены в состояние боевой готовности.

### Вторая мировая война
В октябре 1939 года вошёл в состав «Соединения X». Участвовал вместе с британским флотом в охоте за карманным линкором «Адмирал граф Шпее». Участвовал в сопровождении французских конвоев. После капитуляции Франции находился в порту Мерс-эль-Кебир в Алжире.

### Нападение на Мерс-эль-Кебир
Во время проведения операции «Катапульта» — нападения англичан на Мерс-эль-Кебир 3 июля 1940 года, «Страсбург» существенно не пострадал и смог прорваться в Тулон.
В 17:10 «Страсбург» вышел на главный фарватер и направился в море 15-узловым ходом. За ним вышли 6 лидеров. Линкор «Дюнкерк» вышел на фарватер, но получил несколько попаданий и ему было приказано укрыться в гавани Сен-Андре под защитой форта Сайтом. Лидер «Могадор» после попадания в корму выбросился на берег.    

Британцы отвернули на запад и поставили дымовую завесу. В это время «Страсбург» с пятью лидерами пошёл на прорыв. «Линкс» и «Тигр» отогнали глубинными бомбами английскую подводную лодку «Протеус», пытавшуюся выйти в атаку на «Страсбург». Сам линкор открыл сильный огонь по закрывающему выход из гавани британскому эсминцу «Рестлер», заставив его отойти. Французские корабли развили полный ход и направились в Тулон. У мыса Канастель к ним присоединились шесть эсминцев из Орана. В пределах досягаемости соединения был «Арк Ройял», но французы не воспользовались этой прекрасной возможностью. В свою очередь самолёты «Суордфиш» с 124-кг бомбами с британского авианосца пытались атаковать «Страсбург». Попаданий они не достигли, а два повреждённых «Суордфиша» на обратном пути упали в море. Ещё один «Скьюа» сбит французскими истребителями, пытавшимися в это время атаковать британские корабли.
«Худ» с эсминцами попытался догнать «Страсбург», но по состоянию на 19:00 расстояние между ними составляло 44 000 м и не сокращалось. Британцы дважды поднимали «Суордфишами» с торпедами, чтобы приостановить французский линкор, но потерпели неудачу. Погоня прекращена, потому что Сомервилл решил не оставлять «Вэлиант» и «Резолюшен» без защиты, да и ночной бой с большим количеством эсминцев и крейсеров был слишком рискованным. Соединение «H» повернуло на Гибралтар, куда и вернулось 4 июля. «Страсбург» в сопровождении лидеров в 20:00 4 июля пришёл в Тулон.

### Затопление флота в Тулоне

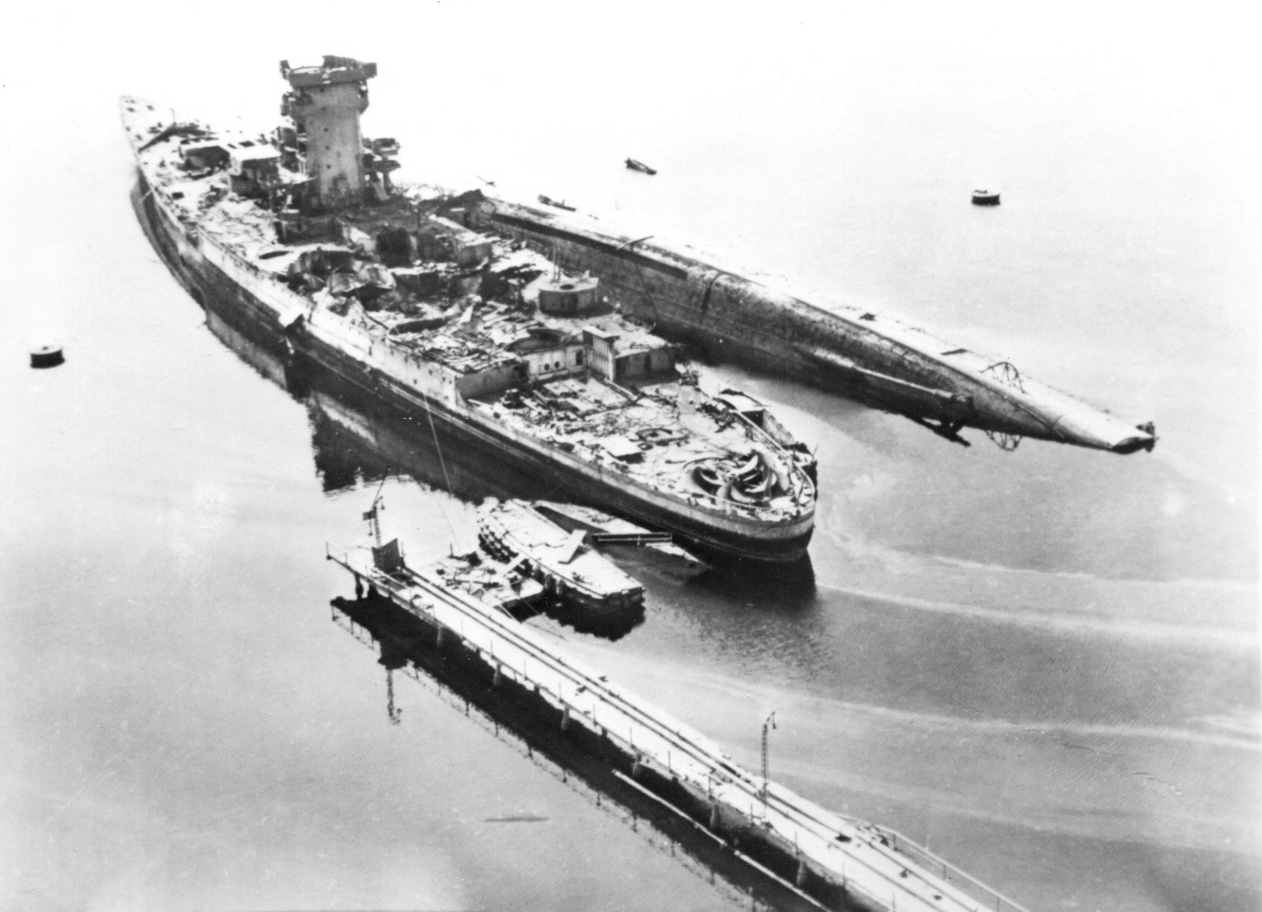
«Страсбург» после бомбардировки 18 августа 1944

«Страсбург» в течение 1941—1942 годов был флагманом адмирала Женсуля. Из-за недостатка топлива он осуществлял лишь короткие походы в районе Тулона.
8 ноября 1942 года союзники высадились в Северной Африке. Через несколько дней французские гарнизоны прекратили сопротивление. Гитлер приказал оккупировать южную Францию, и на рассвете 27 ноября в Тулон вошли немецкие танки. Французские корабли получили приказ затопиться. Экипаж «Страсбурга» установил подрывные заряды, и корабль отошёл от причальной стенки. Когда немецкие танки появились на пирсе, были открыты кингстоны, а корабль опоясали взрывы. «Страсбург» сел на дно, погрузившись на 2 метра в ил. Верхнюю палубу покрывал четырёхметровый слой воды.
«Страсбург» поднят 17 июля 1943 года, с него сняли катапульту, разобрали на металлолом надстройку и сняли броню с одной из башен главного калибра.
Во избежание бомбардировок поднятый «Страсбург» переведён в бухту Лазара. 18 августа 1944 года перед высадкой союзников в Тулоне 36 американских самолётов Б-25 сбросили на «Страсбург» и находившийся рядом с ним «Ла Галиссоньер» 44 бомбы калибра 454 кг общего назначения и 108 полубронебойных калибра 454 кг. Корабли стояли без вооружения, лишь с небольшим количеством немецких военнослужащих на борту. В «Страсбург» попали 7 бомб и он лёг на грунт.

## Послевоенная судьба
После освобождения Франции были попытки восстановить поднятый в 1946 году «Страсбург», но из-за больших повреждений и недостатка средств решено его не восстанавливать. Корпус «Страсбурга» использован для опытов с подводными взрывами. 27 мая 1955 года его останки проданы на слом за 458 млн франков (1,2 млн долларов).